# 陈廷槐
陈廷槐（1928年—），男，四川重庆人，中国通信工程专家，曾任重庆大学教授、博士生导师。